# Polnische Poolbillard-Meisterschaft 1998
Die polnische Poolbillard-Meisterschaft 1998 war die siebte Austragung der nationalen Meisterschaft in der Billardvariante Poolbillard. Ausgespielt wurden die Disziplinen 8-Ball, 9-Ball und 14/1 endlos. Die Wettbewerbe der Damen fanden vom 25. bis 27. September 1998 in Łódź statt, die Wettbewerbe der Herren vom 17. bis 20. November 1998 ebenda.

## Medaillengewinner
| Disziplin            | Gold                                 | Silber                                      | Bronze                                | Bronze                             |
| -------------------- | ------------------------------------ | ------------------------------------------- | ------------------------------------- | ---------------------------------- |
| Herren – 8-Ball      | Łukasz Bartkowski (Baryła Wejherowo) | Łukasz Szywała (Magnum Warszawa)            | Paweł Kampiński (Enigma Toruń)        | Mariusz Roter (Gestor Myślenice)   |
| Herren – 9-Ball      | Patryk Bryll (Dana Poznań)           | Bartłomiej Wilk (Tivoli Częstochowa)        | Karol Augustynowicz (Elida Białystok) | Adam Ewald (Club 21 Gdańsk)        |
| Herren – 14/1 endlos | Patryk Bryll (Dana Poznań)           | Mariusz Roter (Gestor Myślenice)            | Karol Augustynowicz (Elida Białystok) | Paweł Kampiński (Enigma Toruń)     |
| Damen – 8-Ball       | Izabela Łącka (Tivoli Częstochowa)   | Małgorzata Kłys (Warschau)                  | Grażyna Gronowska (Ikar Bydgoszcz)    | Eliza Kulikowska (Elida Białystok) |
| Damen – 9-Ball       | Izabela Łącka (Tivoli Częstochowa)   | Magdalena Tatarkiewicz (Tivoli Częstochowa) | Eliza Kulikowska (Elida Białystok)    | Grażyna Gronowska (Ikar Bydgoszcz) |
| Damen – 14/1 endlos  | Grażyna Gronowska (Ikar Bydgoszcz)   | Małgorzata Kłys (Warschau)                  | Izabela Łącka (Tivoli Częstochowa)    | Ewa Kotowska (Warschau)            |